# Esquadra

Símbolo tático de uma esquadra na OTAN.

Uma esquadra ou esquadra-de-tiro constitui um tipo de pequena subunidade ou fração militar, tipicamente comandada por um cabo. O termo aplica-se também a certos tipos de unidades ou equipes de forças policiais e civis. Existem também esquadras navais e aeronáuticas, agrupando, respectivamente, navios e aeronaves.

## Apresentação

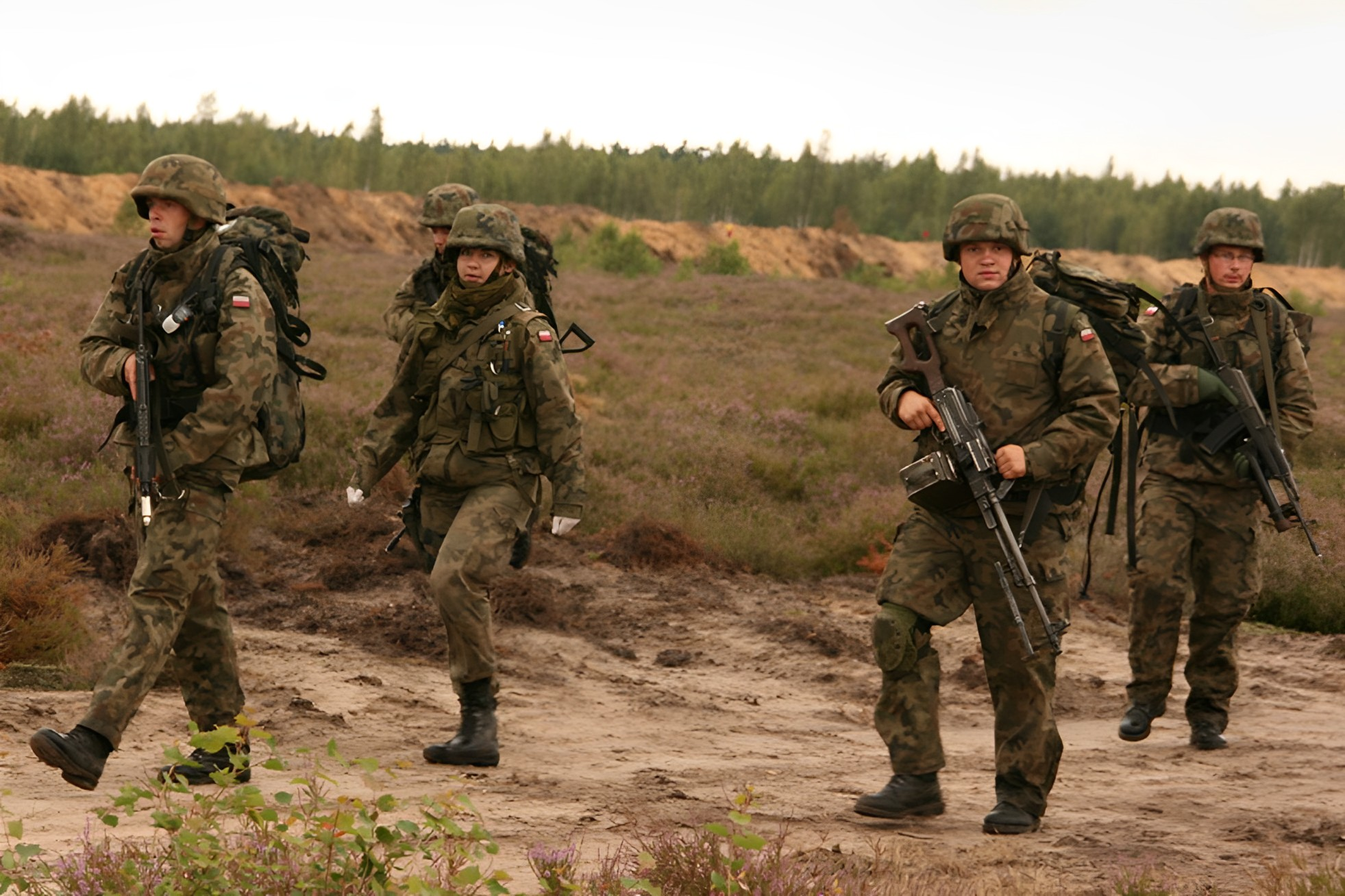
Esquadra-de-tiro polonesa.

Historicamente, desde a época do Renascimento, a esquadra constituía a subdivisão de uma companhia de infantaria, incluindo cerca de 25 soldados, comandados por um cabo. Durante o século XIX, foram sendo introduzidos escalões de subunidades intermediários entre a companhia e a esquadra, levando à diminuição do número de efetivos desta última. Atualmente a esquadra ainda existe nas forças terrestres de diversos países, como a menor fração de soldados. Em outros países, passou a corresponder a um escalão superior comandado por um sargento, sendo subdividida em frações ainda menores, chamadas "grupos" ou "equipes".
Na marinha da maioria dos países designa-se "esquadra" o conjunto de todos os seus navios de guerra. Em algumas marinhas de maior dimensão, a esquadra é uma das divisões da frota, sob o comando de um oficial general.

## Variações nacionais
Nos exércitos de vários países a esquadra é fracção elementar de infantaria, de cavalaria ou de outras armas, normalmente composta por entre três e dez soldados, sob comando de um cabo ou sargento. Conforme a organização adaptada, um certo número de esquadras agrupa-se num grupo de combate ou secção sob o comando de um sargento ou num pelotão sob o comando de um oficial.

### Exército Português
No século XVII, a esquadra era a divisão de uma companhia de infantaria, comandada por um cabo, que por isso se designava "cabo de esquadra". Normalmente as companhias estavam divididas em cinco esquadras, cada uma com 25 soldados. Ao longo dos tempos as esquadras foram diminuindo de dimensão, à medida que foram sendo criadas subunidades de escalão intermediário entre elas e a companhia (pelotão, secção, etc.). 
Hoje em dia, normalmente, a esquadra é a subunidade elementar, composta por quatro ou cinco militares, sob comando de um primeiro-cabo. Normalmente, duas esquadras formam uma secção, sob comando de um sargento.

### Exército Brasileiro
No Exército Brasileiro, esquadra é a menor fração existente, geralmente formada por um cabo e três soldados, sendo o cabo comandante da mesma (ou também pode ser chamado Auxiliar de Grupo de Combate).
Duas esquadras juntas formam um grupo de combate (GC) ou grupo de apoio (GA), comandado geralmente por um 3º Sargento (podendo às vezes ser um 2º Sargento também). 
As esquadras geralmente existem dentre de grupos de combate de unidades de infantaria e cavalaria no Exército Brasileiro. Geralmente o cabo e alguns soldados utilizam o armamento operacional da unidade (ex: FAL, Para-FAL, etc.), e pelo menos um destes utiliza algum armamento de emprego coletivo, geralmente este armamento é um FAP (que tem uma cadência de tiro maior que a do FAL), e no caso das esquadras que formam os grupos de apoio de fogo, seus militares geralmente empregam metralhadoras MAG e morteiros, mas podem também portar canhões, lança-granadas e lança-rojão.

### Estados Unidos
No Exército dos Estados Unidos, cada esquadra (em inglês:  Fireteam) é composta por quatro homens, contando com um líder de esquadra (em inglês:  Team Leader, TL; com o posto de sargento ou cabo), o fuzileiro-volteador (em inglês:  Rifleman, R), o atirador (em inglês:  Automatic rifleman, AR) e o fuzileiro-granadeiro (em inglês:  Grenadier rifleman, GR). Duas esquadras foram um grupo de combate (em inglês:  Squad), contando 9 homems com a adição do comandante de GC. No Corpo de Fuzileiros Navais dos Estados Unidos, a esquadra é composta pelo volteador (em inglês:  Rifleman, que age como batedor), o comandante (em inglês:  Team leader, geralmente um cabo), o atirador (em inglês:  Automatic rifleman) e o atirador-assistente (em inglês:  Assistant automatic rifleman, municiador). Três esquadras formam um grupo de combate com 13 homens, contando com o comandante de GC.

## Força aérea
Nas forças aéreas de diversos países, a Esquadra é uma unidade aérea, composta por um certo número de aeronaves. 
Na Força Aérea Portuguesa a esquadra é uma unidade de voo, composta por, 6, 12 ou 25, aeronaves, conforme o tipo, sob o comando de um tenente-coronel ou major. Por extensão, também se utiliza o termo "esquadra" para designar certas subunidades da Força Aérea que não dispõem de aeronaves, (Polícia Aérea, manutenção, etc.).

## Polícia
Na Polícia de Segurança Pública de Portugal, a esquadra é a unidade básica de policiamento, sob comando de um oficial. Como a maioria das esquadras de polícia ocupa um edifício próprio, por extensão, na linguagem popular portuguesa, são chamados de "esquadras" todos os edifícios policiais, mesmo os que pertencem a outros órgãos.
O termo "esquadra" é usado análogamente pelas forças policiais de outros países e territórios de língua portuguesa, sendo aproximadamente equivalente à delegacia de polícia do Brasil.

## Organizações civis
No âmbito civil, o termo "esquadra" é, em certos casos, utilizado para designar uma equipa de trabalhadores ou desportistas, sob comando de um chefe. 